# Comuna Sadove, Korostîșiv
Sadove (în ucraineană Садівська сільська рада) este o comună în raionul Korostîșiv, regiunea Jîtomîr, Ucraina, formată din satele Sadove (reședința) și Travneve.

## Demografie
Componența lingvistică a comunei Sadove
     Ucraineană (99,36%)
     Alte limbi (0,64%)
Conform recensământului din 2001, majoritatea populației comunei Sadove era vorbitoare de ucraineană (99,36%), existând în minoritate și vorbitori de alte limbi.